# Masaru Motegi (seiyū)
Masaru Motegi (jap. 茂木 優 Motegi Masaru; ur. 18 października 1977) – japoński aktor głosowy pracujący dla 81 Produce. Udziela głosu głównie postaciom epizodycznym. Podstawiał różne głosy w filmach Tajemnice Smallville oraz Cena honoru. Występował w roli Quick Mana w MegaMan NT Warrior.

## Filmografia

### Anime
2000
- Zoids: Chaotic Century (żołnierz, operator)
- Hamtaro – wielkie przygody małych chomików (Santa B)

2001
- Gravitation (Zapaśnik sumo)
- Saiyuki (Kami)
- Salaryman Kintarō (Kizu, Yashima, przechodzień, mężczyzna, listonosz, sekretarz)
- Banner of the Stars
- Noir (mężczyzna)
- Hajime no Ippo (widz)
- PaRappa the Rapper (pracownik recepcji)
- Figure 17 (Nature Conservation Inspector (odc. 7))
- Hellsing (posłaniec)

2002
- Jing: King of Bandits
- MegaMan NT Warrior (Quick Man, manager)

2003
- Croket! (Fuguchiri, Rebanira i inne)
- Cromartie High School

2004
- R.O.D. the TV (pracownik, gościnnie)
- Initial D
- Taro the Space Alien
- Kaiketsu Zorori (policjant, młodzież, policjanci, majster, sędzia, bobsleista)
- Chrono Crusade (instruktor)
- Doki Doki School Hours (zastępca dyrektora)
- Młodzi Tytani (Krall)
- Zoids: Fuzors (mechanik (odc. 19))
- My-HiME (Mężczyzna (odc. 6-8); brat Mikoto (odc. 18-19); Żołnierz (odc. 15); Student (odc. 3, 21); Suzuki (odc. 16); Nauczyciel (odc. 22))
- Monkey Turn (Instruktor Sakamoto)
- Monkey Turn V (Instruktor Sakamoto)
- Ragnarok The Animation (Archer B (odc. 17); Bandit C (odc. 8); Blacksmith (odc. 18); Goblin 1 (odc. 6); Knight B (odc. 11); Sailor (odc. 20); Thief B (odc. 10))

2005
- SHUFFLE! (lekarz)
- Starship Operators (MP Commanding Officer (odc. 5))
- Zoids Genesis (Makkah Brigadier General)
- Fushigiboshi no Futagohime (kapitan Peggy)
- Black Cat (Blum (Pullman))

2007
- SHUFFLE! MEMORIES (doktor)
- D.Gray-man (Devil A)

2008
- Golgo 13 (Brown)

### OVA
- Shin Getter Robo vs Neo Getter Robo (Sekretarz)
- Tenchi Muyo! (Operator)

### Animacja Teatralna
- Pokémon 4: Głos lasu – Arigeitsu, 2001 r.

### Gry video
- Mega Man Network Transmission (Quick Man)
- Korokke! Ban-Ō no Kiki o Sukue
- Shenmue (Kiyoshi Yamanaka)
- Berserk Millennium Falcon Arc: Chapter of the Holy Demon War (Morgan)

### Drama CD
- Loveless (nauczyciel)

### Dubbing
- Tajemnice Smallville;
- Cena honoru; 2002 r.